# Chalcochiton argentifrons
Chalcochiton argentifrons är en tvåvingeart som först beskrevs av Macquart 1849.  Chalcochiton argentifrons ingår i släktet Chalcochiton och familjen svävflugor. Inga underarter finns listade i Catalogue of Life.